# 7083 Kant
7083 Kant este o planetă minoră (asteroid), cu un diametru de 13,374 km, din centura de asteroizi. A fost descoperită pe 4 februarie 1989 la Observatorul La Silla de Eric Walter Elst și a fost numită după Immanuel Kant. 
Obiectul prezintă o orbită caracterizată de o semiaxă mare de 2,8066818 UAi, o excentricitate de 0,227942, o înclinație de 6,8264 ° în raport cu ecliptica.